# Ksenomorf

Ksenomorf

Ksenomorf (Xenomorph, Internecivus raptus, Linguafoeda acheronsis; z gr. kseonos + morphe – obcy kształt) – fikcyjna pozaziemska forma życia, zwana też Obcym, występująca w wielu filmach, komiksach, książkach oraz grach z serii Obcy (ang. Alien). Postać ksenomorfa stworzył szwajcarski malarz Hans Rudolf Giger.

## Opis
Po raz pierwszy pojawił się w filmie Obcy – ósmy pasażer Nostromo z 1979 roku, zyskując rzeszę fanów, dlatego nakręcono trzy kolejne części. Wszystkie łączy postać głównej bohaterki, astronautki Ellen Ripley (Sigourney Weaver), która walczy z obcymi, a jednocześnie sprzeciwia się korporacji, która chce zdobyć okaz ksenomorfa, nie licząc się z ludzkim życiem.
Projekt Gigera jest uważany za przykład umiejętnej gry na ludzkich fobiach. Ksenomorf ma cechy człowieka (humanoidalna sylwetka, cztery kończyny), ale porusza się niczym małpa na rękach i nogach, świetnie się wspina, umiejętnie biega po ścianach i sufitach oraz pływa. Ma również długi, zakończony ostrym „żądłem” ogon. Z ciemnego ciała wystają wypustki, ocieka śluzem, który po chwili zmienia się w lepką, kleistą substancję. Po zaschnięciu śluz krystalizuje się tworząc twardą masę (przydatną do unieruchamiania złapanych przez obcych ludzi). Podłużna głowa pozbawiona jest oczu, ma za to podwójny pysk (z rozwartej paszczy wysuwa się kolejna, mniejsza szczęka). W jego żyłach płynie niezwykle żrący kwas, który neutralizuje się po pewnym czasie, jeśli nie pozostaje w „krwiobiegu” obcego.
Podobnie jak np. owady, stwór przechodzi stadia rozwoju, co odzwierciedla fobię przed pasożytami. Z niezapłodnionego jaja złożonego przez królową wylęga się ośmionożna larwa (zwana „twarzołapem”), której zadaniem jest rozpocząć kolejne stadium w organizmie ostatecznego nosiciela, np. człowieka, zwykle przez otwór gębowy. Po wykonaniu tego zadania twarzołap ginie. Wewnątrz nosiciela ksenomorf dojrzewa, po czym „wylęga” się na zewnątrz przebijając klatkę piersiową, a nosiciel umiera w wielkich męczarniach. Nie ma jeszcze wtedy kończyn, przypomina węża. Następnie kilka razy zrzuca skórę. Ksenomorf posiada część cech swego żywiciela, przez co poszczególne osobniki mogą mieć różny kolor skóry, poruszać się na dwóch lub na czterech kończynach oraz posiadać inne charakterystyczne cechy. Filmy z serii Alien nie przedstawiają zwyczajów godowych ksenomorfów, ponieważ królowa wydaje potomstwo w drodze partenogenezy, którą w przypadku obcych z księżyca Acheron LV-426 stanowi telitokia.
Podobnie jak pająki – jeden z najczęściej spotykanych obiektów ludzkich fobii (arachnofobia) – dorosłe ksenomorfy łapią kandydatów na nosicieli i pętają ich przy użyciu własnych wydzielin. Następnie umieszczają ich w komorze, gdzie królowa złożyła jaja, dzięki czemu larwa po wyjściu z jaja łatwo znajduje nosiciela.
Pierwowzorem ksenomorfa był najprawdopodobniej nitnikowiec Spinochordodes tellinii.